# Adolfo Pérez Esquivel
Adolfo Pérez Esquivel (Buenos Aires, 26 november 1931) is een Argentijns beeldhouwer, architect en activist. Hij is vooral bekend als leider van protesten tegen de Vrijhandelszone van de Amerika's en voor zijn beweringen dat de Argentijnse politie kinderen zou veranderen in paramilitaire eenheden; iets wat hij vergeleek met de Hitlerjugend. In 1980 won hij de Nobelprijs voor de Vrede.

## Biografie
Pérez Esquivel studeerde aan de Escuela Nacional de Bellas Artes en de Universidad Nacional de La Plata, waar hij een opleiding volgde tot architect en beeldhouwer. Na zijn opleiding werd hij professor in architectuur. 25 jaar lang gaf hij les op basisscholen, middelbare scholen en universiteiten.
In de jaren 60 van de 20e eeuw begon Pérez Esquivel samen te werken met christelijke pacifistische groepen uit Latijns-Amerika. In 1974 werd hij verkozen tot coördinator voor een netwerk van Latijns-Amerikaanse organisaties die gezamenlijk op een niet-gewelddadige manier streden tegen de onderdrukking van de armen.
Toen in 1976 na de machtsovername door Jorge Videla de systematische onderdrukking van de bevolking begon, bleef Pérez Esquivel zich inzetten voor de formatie en financiering van organisaties die streden voor de mensenrechten. Ook steunde hij de families van slachtoffers van de Vuile Oorlog. Hij werd vanwege zijn acties in 1977 opgepakt in Buenos Aires, en 14 maanden vastgezet. Tijdens zijn gevangenschap kreeg hij de Pope John XXIII Peace Memorial. In 1980 kreeg hij tevens de Nobelprijs voor de Vrede voor zijn inzet voor de mensenrechten. In 1999 kreeg hij de Pacem in Terris Award.
Sinds 2003 is Pérez Esquivel president van de Honorary Council of Service, Latin American Peace and Justice Foundation en van de International League for Human Rights and Liberation of Peoples.